# Ytre Gjenga
Ytre Gjenga est une île norvégienne dans le comté de Hordaland. Elle appartient administrativement à Austevoll.

## Géographie
Rocheuse et désertique, à fleur d'eau, elle s'étend sur environ 34 m de longueur pour une largeur approximative de 31 m. Sa voisine, à une vingtaine de mètres, Indre Gjenga, a les mêmes caractéristiques et s'étend sur 59 m de longueur pour une largeur estimée de 34 m.